# Tápiószőlős
Tápiószőlős là một thị trấn thuộc hạt Pest, Hungary. Thị trấn này có diện tích 31,79 km², dân số năm 2010 là 3032 người, mật độ 95 người/km².